# Croix de cimetière de Saint-Vincent-sur-Oust
La croix de cimetière de Saint-Vincent-sur-Oust est érigée au bourg de Saint-Vincent-sur-Oust, place de la mairie, dans le Morbihan.

## Historique
La croix de cimetière de Saint-Vincent-sur-Oust fait l’objet d’une inscription au titre des monuments historiques depuis le 8 juin 1925.